# Museu del Pa (Mas del Olmo)

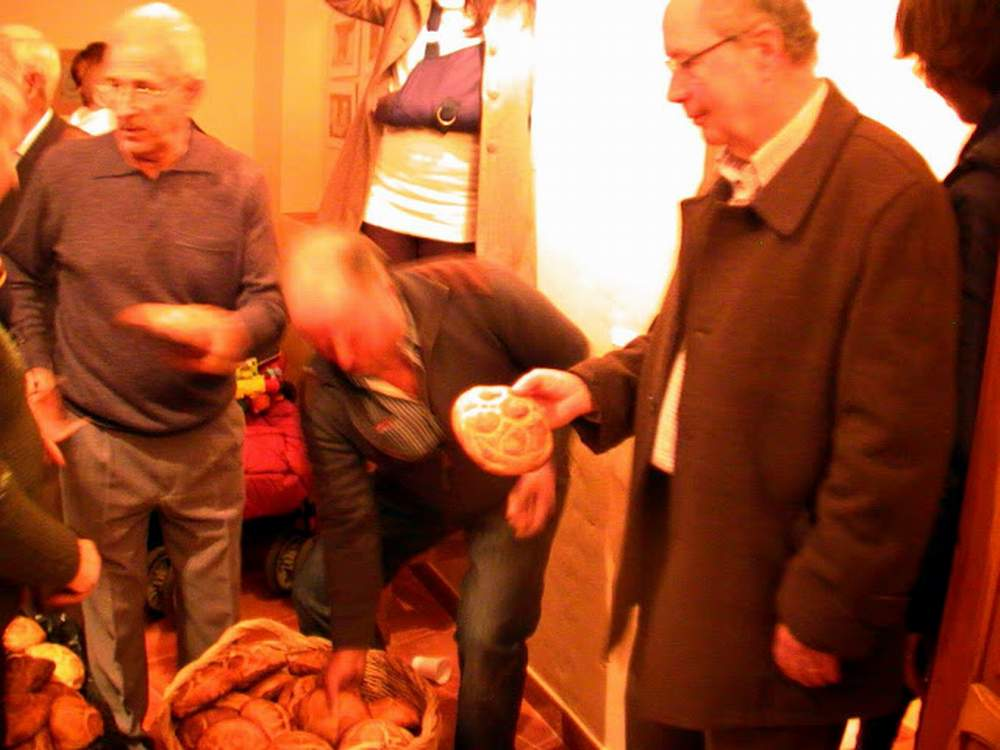
Foto del pa durant les festes de Santa Bàrbara.

El Museu del Pa és un edifici situat a Mas del Olmo, a Ademús. Actualment, utilitzat per l'exposició d'objectes relacionats amb el procés d'elaboració del pa (pastat i enfornat) i amb activitats agràries.

## Història[calcitació]
El llogaret de Mas del Olmo està situat en una muntanya a 1.114 metres d'altitud, on predomina la collita de cereals i la ramaderia ovina i porcina.
El primer forn estava ubicat sota l'escola. Aquesta disposició no era casual, ja que la majoria de pobles de la zona, que patien hiverns freds i llargs, utilitzaven aquesta tècnica per aprofitar la calor del forn i aconseguir un ambient càlid a les aules.
Però, a causa d'un incendi, el forn es va cremar i, a mitjans dels anys trenta, abans de la Guerra Civil (1936-1939), van construir-ne un de nou de dimensions més grans per aconseguir abastir tota la població.
Aquest forn es trobava al barri de L'Era, just davant del barranc que travessa el llogaret. Era un edifici de planta allargada i amb murs de pedra. A la planta inferior trobàvem el forn i a la superior un espai reservat per a les reunions del Consell, on es dirimien assumptes d'importància.
Es tractava d'un forn amb una organització molt peculiar, ja que la responsabilitat era col·lectiva. Cada dia, a través d'un procés anomenat tanda de veïns, s'escollia el responsable del forn. Per tant, aquesta persona havia d'encarregar-se d'anar a buscar llenya, d'omplir i posar en funcionament l'aparell, de fer el pa i, finalment, de netejar tot l'establiment.
El torn de les dones era controlat gràcies a dos números; n'hi havia uns a una taula de fusta, en els quals es marcava l'horari per l'endemà; i uns altres, amb forma de xapa metàl·lica, que servien per poder entrar al forn.
Les dones portaven la massa preparada i protegida amb un drap per tal de conservar la calor. Un cop al forn, la barreja es tallava i era modelada en forma de pa. Després, es marcava amb la "pintadora", es feia el senyal personal i ja estava llesta per començar el fornejat. Al cap de 30 minuts, es retiraven les peces i es comptaven, la que fos la número trenta era per al forner. En cas de preparar magdalenes, no es comptava fins al número trenta, sinó fins al dotze.
Una curiositat que no tothom sap és que quan les dones sortien amb el pa preparat sempre deien “Esta masa está amasada y en manos de la virgen está entregada”, ja que per elles poder fer pa era un gran miracle.
El forn va estar en funcionament fins als anys vuitanta (1985), després, alguns veïns van construir forns particulars a casa seva.

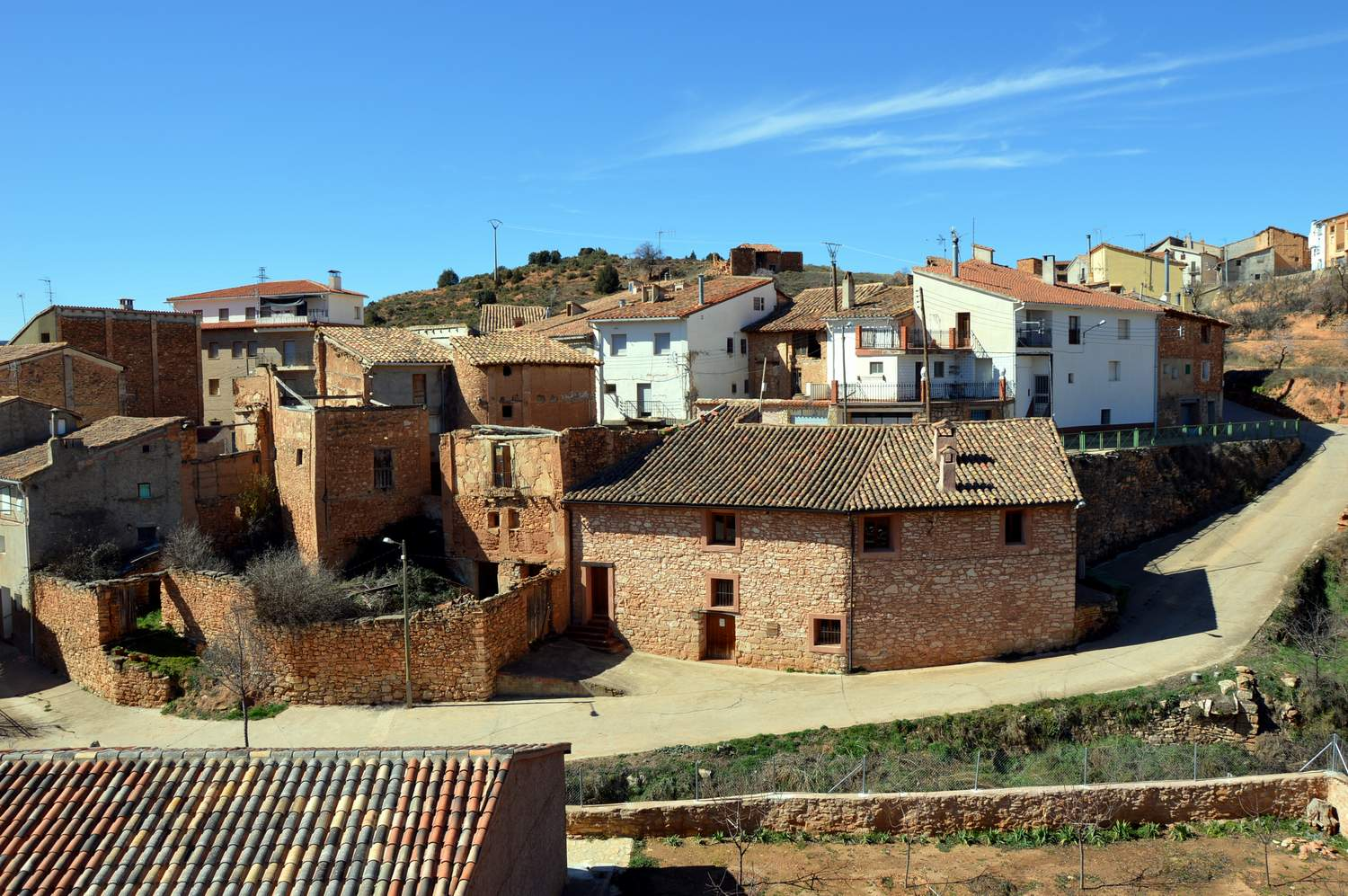
Ubicació actual del Museu del Pa.

## Ubicació actual
Per iniciativa de l'Associació Cultural de Mas del Olmo, l'edifici va ser restaurat l'11 d'agost del 2001. Actualment, la planta baixa és un museu del pa, en la qual es poden veure eines com: mandils, pales, rasquetes, ratinadores, torns, cernedors, entre d'altres. A més, també es poden trobar instruments que s'utilitzaven per mesurar líquid o pesar cereals. La planta alta de l'edifici és un espai reservat per fer reunions socials i exposicions.